# Адиабатическое горение
Адиабатическое горение — горение, происходящее при постоянном давлении или объёме, при котором отсутствуют потери энергии в окружающую среду. Адиабатическая температура горения — это температура продуктов, достигаемая при полном протекании химических реакций и установлении термодинамического равновесия. Адиабатическая температура горения при постоянном давлении ниже адиабатической температуры горения при постоянном объёме, так как в первом случае часть производимой при реакции энергии затрачивается на увеличение объёма системы.

## Влияющие факторы
Так как при различных значениях окружающего давления химические свойства продуктов горения различаются, температура горения при постоянном низком давлении обычно ограничена уровнем ионизации получаемого газа. Различные виды топлив с разными теплотами сгорания и с разным молекулярным составом будут иметь различные температуры горения. Полное сгорание в реальных системах не происходит, так как химические реакции приводят к диссоциации компонентов и происходят с конечной скоростью, что изменяет соотношение компонентов и не позволяет достичь полного термодинамического равновесия.
Существует большое количество программ для расчёта температуры горения с учётом диссоциации. Эти программы используют константы равновесия (Stanjan, NASA CEA, AFTP) или минимизируют термодинамические потенциалы.

## Распространённые виды топлив
Наиболее распространёнными, повседневно используемыми видами топлива являются такие органические соединения и их смеси, как древесина, воск, жиры, различные пластмассы, природный и нефтяной газы, бензин. В таблице приводится адиабатическая температура горения этих и других веществ в воздухе и кислороде при нормальных условиях (750,06 мм рт.ст. и 25 °С), при близком к единице соотношении («{\displaystyle \phi }») топливо/окислитель и при том условии, что в результате реакции давление системы остается неизменным.
| Топливо                        | Окислитель | {\displaystyle T_{ad}} (°C) |
| ------------------------------ | ---------- | --------------------------- |
| Ацетилен (C2H2)                | Воздух     | 2500                        |
| Ацетилен (C2H2)                | Кислород   | 3480                        |
| Бутан (C4H10)                  | Воздух     | 1970                        |
| Циан (C2N2)                    | Кислород   | 4525                        |
| Ацетилендинитрил (C4N2)        | Кислород   | 4990                        |
| Этан (C2H6)                    | Воздух     | 1955                        |
| Водород (H2)                   | Воздух     | 2210                        |
| Водород (H2)                   | Кислород   | 3200                        |
| Метан (CH4)                    | Воздух     | 1950                        |
| Природный газ                  | Воздух     | 1960                        |
| Пропан (C3H8)                  | Воздух     | 1980                        |
| Пропан (C3H8)                  | Кислород   | 2526                        |
| MAPP-газ (Метилацетилен, C3H4) | Воздух     | 2010                        |
| MAPP-газ (Метилацетилен, C3H4) | Кислород   | 2927                        |
| Древесина                      | Воздух     | 1980                        |
| Керосин                        | Воздух     | 2093                        |
| Лёгкая нефть                   | Воздух     | 2104                        |
| Дистиллятное топливо           | Воздух     | 2101                        |
| Мазут                          | Воздух     | 2102                        |
| Каменный уголь                 | Воздух     | 2172                        |
| Антрацит                       | Воздух     | 2180                        |
| Антрацит                       | Кислород   | ≈2900                       |

1. ↑  Температура, равная ≈3200 K, соответствует 50 % химической диссоциации CO2 при давлении 1 атм. Последнее значение остается постоянным при адиабатическом горении, а CO2 составляет 97 % выхода реакции горения антрацита в кислороде. Более высокие температуры этой реакции должны наблюдаться при более высоком давлении (до 3800 K и выше, см. Jongsup Hong et al Архивная копия от 12 ноября 2011 на Wayback Machine, стр.8).

## Термодинамика
Первый закон термодинамики для изолированной системы можно записать в виде:
{\displaystyle {}_{R}Q_{P}-{}_{R}W_{P}=U_{P}-U_{R}}
где, {\displaystyle {}_{R}Q_{P}} and {\displaystyle {}_{R}W_{P}} тепло и работа, соответственно, которые были произведены в ходе процесса, а {\displaystyle U_{R}} и {\displaystyle U_{P}} — внутренняя энергия реагентов и результатов реакции. Если предположить, что при адиабатическом горении сохраняется неизменность объёма, то процесс не производит работы,
{\displaystyle {}_{R}W_{P}=\int \limits _{R}^{P}{pdV}=0}
и не происходит потери тепла, так как процесс предполагается адиабатическим: {\displaystyle {}_{R}Q_{P}=0}. В результате внутренняя энергия продуктов реакции совпадает с внутренней энергией реагентов: {\displaystyle U_{P}=U_{R}}. Так как это изолированная система, масса продуктов и реагентов постоянна и первый закон может быть записан в следующем виде:
{\displaystyle U_{P}=U_{R}\Rightarrow m_{P}u_{P}=m_{R}u_{R}\Rightarrow u_{P}=u_{R}}.
Если предположить, что при адиабатическом горении сохраняется неизменность давления, то для произведенной работы выражение может быть записано как,
{\displaystyle {}_{R}W_{P}=\int \limits _{R}^{P}{pdV}=p\left({V_{P}-V_{R}}\right)}
Так как в адиабатическом процессе не происходит потери тепла {\displaystyle {}_{R}Q_{P}=0}, из первого закона мы получаем, что
{\displaystyle -p\left({V_{P}-V_{R}}\right)=U_{P}-U_{R}\Rightarrow U_{P}+pV_{P}=U_{R}+pV_{R}}
Так как из определения энтальпии {\displaystyle H_{P}=H_{R}}, а в изолированной системе масса продуктов и реагентов постоянна, первый закон принимает следующий вид:
{\displaystyle H_{P}=H_{R}\Rightarrow m_{P}h_{P}=m_{R}h_{R}\Rightarrow h_{P}=h_{R}}.
Таким образом, адиабатическая температура горения при постоянном давлении меньше, чем при постоянном объёме, что связано с необходимостью произвести работу для увеличения объёма в первом случае.
Если предположить, что имеет место полное сгорание и выполнены условия стехиометрии компонентов, или имеет место избыток окислителя, для вычисления температуры горения может быть использована следующая формула:
{\displaystyle {\rm {C}}_{\alpha }{\rm {H}}_{\beta }{\rm {O}}_{\gamma }{\rm {N}}_{\delta }+\left({a{\rm {O}}_{\rm {2}}+b{\rm {N}}_{\rm {2}}}\right)\to \nu _{1}{\rm {CO}}_{\rm {2}}+\nu _{2}{\rm {H}}_{\rm {2}}{\rm {O}}+\nu _{3}{\rm {N}}_{\rm {2}}+\nu _{4}{\rm {O}}_{\rm {2}}}
Точное соотношение компонентов не даёт достаточного количества переменных для вычислений, так как для достижения молярного баланса требуются {\displaystyle CO} и {\displaystyle H_{2}} — последние соединения являются наиболее распространёнными продуктами неполного сгорания богатой смеси.
{\displaystyle {\rm {C}}_{\alpha }{\rm {H}}_{\beta }{\rm {O}}_{\gamma }{\rm {N}}_{\delta }+\left({a{\rm {O}}_{\rm {2}}+b{\rm {N}}_{\rm {2}}}\right)\to \nu _{1}{\rm {CO}}_{\rm {2}}+\nu _{2}{\rm {H}}_{\rm {2}}{\rm {O}}+\nu _{3}{\rm {N}}_{\rm {2}}+\nu _{5}{\rm {CO}}+\nu _{6}{\rm {H}}_{\rm {2}}}
Однако, если учесть реакцию обмена между углекислым газом и водой 
{\displaystyle {\rm {CO}}_{\rm {2}}+H_{2}\Leftrightarrow {\rm {CO}}+{\rm {H}}_{\rm {2}}{\rm {O}}}
и использовать константу равновесия для этой реакции, то в результате количество переменных будет достаточным для определения температуры.
Современные пакеты программ для термодинамических расчетов позволяют находить адиабатическую температуру в результате численного решения задачи максимизации энтропии при заданных давлении и энтальпии системы (заданных объёме и внутренней энергии). При этом естественным образом учитывается диссоциация продуктов сгорания (при соответствующем выборе компонентов, составляющих систему). Численное решение значительно упрощается при выпуклой зависимости энтропии системы от температуры. Для этого необходима неотрицательность производной удельной теплоемкости при постоянном давлении по температуре (выполняется практически всегда, поэтому для программной реализации расчета адиабатической температуры могут быть использованы стандартные алгоритмы из теории выпуклого программирования).